# Baía da Ponta da Barca

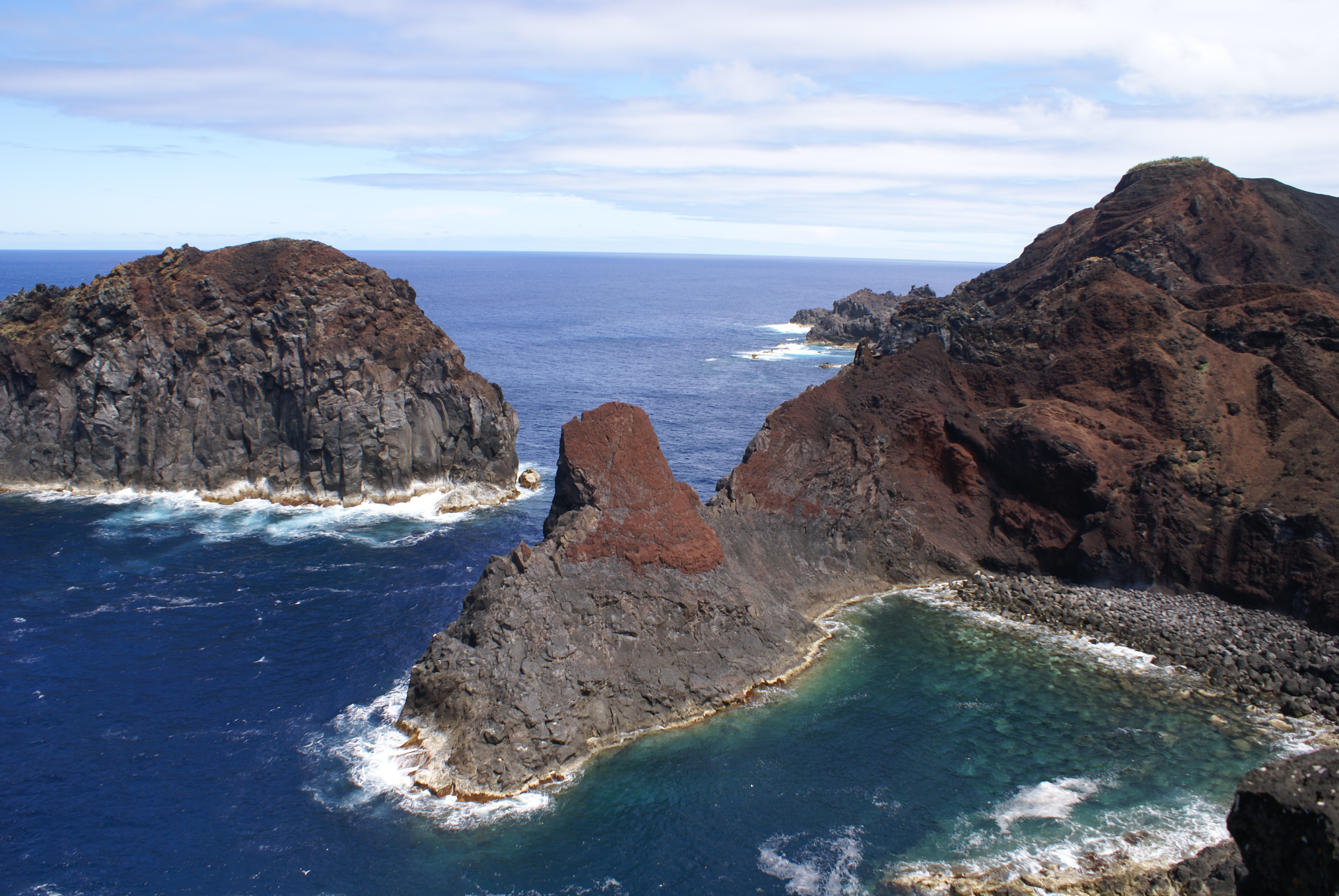
Baía da Ponta da Barca e ilhéu da Baleia, aspecto da costa.

A baía da Ponta da Barca é uma baía localizada na costa noroeste do concelho de Santa Cruz da Graciosa, ilha Graciosa, Açores. Integra o Parque Natural da Graciosa, sendo uma área de especial interesse para a conservação das populações de aves marinhas.

## Descrição
Esta baía em cujas falésias se encontra o Miradouro da Ponta da Barca, abriga o ilhéu da Baleia e as suas falésias constituem uma importante IBA (abreviatura é proveniente da frase internacional em língua inglesa (Important Bird Area), traduzível como Zona Importante de Aves, é na prática uma Zona de Protecção Especial para Aves Selvagens), sob a denominação de IBA do Ilhéu da Baleia e da Baía da Ponta da Barca, com o código PT061.
Esta baía é caracterizada pelas suas falésias rochosas, de cor avermelhada, que dificultam o acesso à orla costeira e por possuir águas transparentes que permitem ver o fundo até alguma distância da costa.
Nas falésias desta baía encontra-se o Farol da Ponta da Barca.